# Nigerdrongo
Der Nigerdrongo (Dicrurus occidentalis) ist eine Vogelart aus der Familie der Drongos (Dicruridae). Er wurde 1959 entdeckt und 2018 wissenschaftlich beschrieben. Sein Schwestertaxon ist der Sharpedrongo (Dicrurus sharpei), wobei sich deren Verbreitungsgebiete allerdings nicht überlappen. 

## Merkmale
Der Nigerdrongo erreicht eine Körperlänge von 18 bis 19 cm und ein Gewicht von 24 bis 25 g. Der Schwanz ist nahezu quadratisch und leicht gegabelt. Die Geschlechter ähneln sich. Sie sind auf der Oberseite ganz schwarz und auf der Brust leicht violettblau gefärbt. Die Schwungfedern sind einheitlich schwarzbraun, die Iris ist hell orange bis leuchtend orangerot oder blutrot. Der schwarze Schnabel ist kräftig und hakenförmig.  Die Beine sind schwarz. Die Flügellänge beträgt 104 bis 110 mm, die Schnabelfirstlänge 21,9 bis 23,9 mm, die Schnabelbreite 6,5 bis 7,4 mm, die Schnabelhöhe 6,2 bis 6,7 mm und die Lauflänge 15,7 bis 16,6 mm. 
Der Nigerdrongo unterscheidet sich vom Sharpedrongo durch den deutlich größeren Schnabel. Er ist deutlich kleiner als der Glanzdrongo (D. atripennis) und er hat ein glänzend violettblaues Gefieder, statt eines glänzend grünlichen.

## Verbreitungsgebiet
Das bekannte Verbreitungsgebiet des Nigerdrongos umfasst den südlichen Senegal und Gambia östlich bis zum westlichen Nigeria. Die östliche Verbreitungsgrenze ist offenbar das Niger-Benue-Flusssystem in Nigeria. Möglicherweise kommt die Art aber noch weiter östlich vor (z. B. am Tschadsee oder an der vulkanischen Linie von Kamerun).

## Lebensraum
Der Nigerdrongo kommt in einer Vielzahl von Lebensräumen vor, insbesondere an Waldrändern, in bewaldeten Savannen, in Waldflecken, auf Waldlichtungen, in alten Wäldern und im Sekundärwald. Er bewohnt Galeriewälder mit dichtem Unterholz, landwirtschaftlich genutzte Gebiete und gestörte Waldparzellen in der Nähe von Dörfern. In Liberia kommt die Art vom Meeresspiegel bis in Höhenlagen von 1000 m vor. Der Nigerdrongo ist eine weniger waldbewohnende Art als der Glanzdrongo, der auf Primärwälder beschränkt ist, in denen diese Arten gemeinsam vorkommen. Er bewohnt jedoch stärker bewaldete Lebensräume als der Glanzmanteldrongo (Dicrurus divaricatus), der im Allgemeinen in offeneren Wäldern und gestörten Gebieten anzutreffen ist.

## Nahrungsverhalten
Die Nahrungsspektrum umfasst Insekten, einschließlich Nachtfalter (Lepidoptera), Feldheuschrecken (Acrididae), Fangheuschrecken (Mantidae), Käfer (Coleoptera) und Termiten (Isoptera). Während der Jagd nutzt er einen kahlen Ast als Sitzwarte und zuckt regelmäßig mit dem Schwanz. Er stürzt sich in typischem Sturzflug auf große Insekten oder pickt sie aus dem Laub. Kommt einzeln oder in Paaren oder kleinen Familiengruppen vor. Schließt sich häufig Vogelschwärmen gemischter Arten an. Eher lautstark und normalerweise auf einem kahlen Ast sitzend, von dem aus er nach Beute sucht. Im Allgemeinen weniger frech als andere afrikanische Walddrongos, aber aggressiver in der Nähe des Nestes.

## Stimme
Über die Lautäußerungen des Nigerdrongos gibt es bisher nur wenige Aufzeichnungen. Wie andere Drongo-Arten ist diese Art offenbar sehr stimmgewaltig und verfügt über ein breites Spektrum an Lautäußerungen, darunter ein rauer, raspelartiger Check-Ruf, der einzeln oder in einer kurzen, schnellen Serie wiederholt wird, sowie kurze flüssige Rufe und eindringlichere Pfiffe, deren Tonhöhe steigt oder abfällt.

## Fortpflanzungsverhalten
Die Brutsaison erstreckt sich wahrscheinlich von Februar bis Juni. Die Eiablage wurde im April in Ghana und im Mai in Liberia beobachtet. Flügge Jungvögel wurden Ende März in Togo und zwischen April und Mai in Nigeria nachgewiesen. Der Nigerdrongo ist in Nestnähe territorial. Er greift größere Vögel, einschließlich Greifvögel, an und vertreibt sie, ist aber im Allgemeinen weniger laut und aggressiv als andere Walddrongos. 
Das Nest ist für einen Drongo relativ klein. Der Außendurchmesser beträgt 75 mm. Der Innennapf ist 50 bis 55 mm breit und 25 mm tief. Das Nest wird aus großen Flechtenflocken, Blattstielen und trockenen Pflanzenstängeln errichtet, mit Spinnweben zusammengehalten, die auch zur Befestigung des Nests an den Ästen dienen. Es ist hängemattenartig angebracht, wobei es Ähnlichkeit mit einem umgedrehten, niedrig sitzenden Hut aufweist, der an der Krempe gehalten wird. Das Nest befindet sich gewöhnlich am Ende eines gut beschatteten, horizontalen, dünnen, gegabelten Astes, entweder in der oberen Baumschicht oder in den unteren Zweigen in 2 bis 8 Meter Höhe über dem Boden. Die Zerstörung des Nestes nach Benutzung oder Verlassen wurde ebenso beobachtet wie die wiederholte Verwendung von Material zum Bau eines neuen Nestes. Der Waldboden unter dem Nest ist mit angesammeltem weißen Kot bedeckt. Das Gelege umfasst 2 oder 3 Eier. Sie sind einfarbig weiß oder rosa-cremefarben mit schwachen lilafarbenen Flecken und Tupfen oder mit lavendelgrauer Zone und winzigen dunkelbraunen Flecken, hauptsächlich am größeren Ende. Das Ei ist 21 mm lang und 16 mm breit. Die Bebrütung der Eier und die Aufzucht der Brut erfolgt durch beide Elternteile. Es liegen keine Angaben zur Brutdauer und zur Nestlingszeit vor.

## Status
Der Nigerdrongo ist in Westafrika relativ häufig und weit verbreitet. Er bewohnt eine Vielzahl von Lebensräumen (Waldränder, Sekundärwälder, Flusswälder, Primärwälder), die nicht durch einen weitreichenden Lebensraumverlust bedroht zu sein scheinen. Er ist noch nicht in der IUCN Red List erfasst.